# Mu Leporis

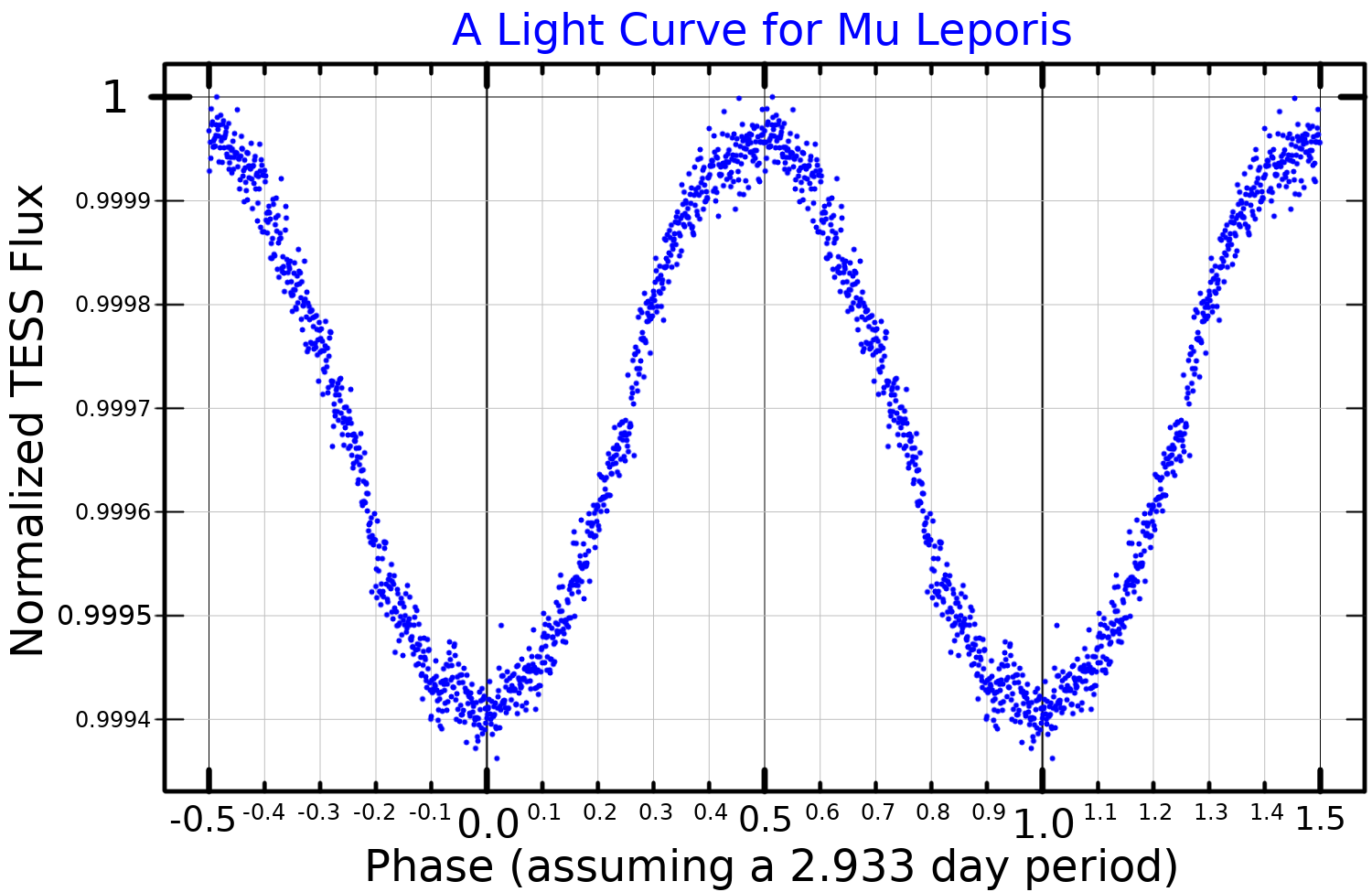
Curva de luz de Mu Leporis

Mu Leporis (μ Lep / 5 Leporis / HD 33904 / HR 1702) es una estrella en la constelación de Lepus, la liebre, de magnitud aparente +3,28.
Se encuentra a 186 años luz del sistema solar.
Mu Leporis es una estrella blanco-azulada de tipo espectral B9V —también catalogada como subgigante— con una temperatura superficial de 12 600 K.
Tiene una luminosidad bolométrica 256 veces mayor que la luminosidad solar.
Su radio es 3,4 veces más grande que el del Sol y gira sobre sí misma con una velocidad de rotación proyectada de 15 km/s, lo que conlleva un período de rotación inferior a 11,3 días.
Tiene una masa de 3,75 masas solares y, con una edad estimada de 110 millones de años, se piensa que está aproximadamente en la mitad de su vida como estrella de la secuencia principal.
Mu Leporis es una estrella de mercurio-manganeso —una de las más brillantes de dicha clase—, destacando los elevados niveles de manganeso, 180 veces más abundante que en el Sol, y mercurio, 70 000 veces más abundante.
Ha sido también clasificada como variable Alfa2 Canum Venaticorum, con una fluctuación en su brillo de 0,44 magnitudes.
Asimismo, es una fuente notable de rayos X, radiación que parece no provenir de Mu Leporis, sino de una compañera estelar activa. Probablemente ésta sea una estrella de baja masa todavía en formación.